# ヴィクトル・オノプコ
ヴィクトル・オノプコ（ロシア語: Виктор Савельевич Онопко, 1969年10月14日 - ）は、ウクライナ出身のロシアの元サッカー選手、サッカー指導者。ポジションは、ディフェンダー。ロシア代表で長年にわたりキャプテンを務め、最多試合出場記録を持っている。現PFC CSKAモスクワコーチ。

## 経歴
ウクライナのFCシャフタール・ドネツクでキャリアをスタートさせ、FCディナモ・キーウに所属した兵役中の一年を除き、1992年までシャフタールでプレイ。連邦崩壊後はロシアのFCスパルタク・モスクワに移籍し、まもなくCIS代表に選出される。1995年から2002年までスペインのレアル・オビエドに所属し、守備の中心選手として活躍した。2005年、サトゥルン・ラメンスコーエでのプレーを最後に現役を引退。2009年からは指導者への道を進み、PFC CSKAモスクワのコーチとしてキャリアをスタートさせる。
ウクライナ出身だが、ウクライナ代表ではなくロシア代表を選択し、ロシア代表最多記録の109試合に出場。1994年、2002年のワールドカップ、および1996年のUEFA EURO '96に出場した。

## 代表歴

### 出場大会
- CIS代表
- ロシア代表
  - 1994 FIFAワールドカップ
  - 2002 FIFAワールドカップ

### 試合数
- 国際Aマッチ 4試合 0得点（CIS、1992年）[2]
- 国際Aマッチ 110試合 7得点（ロシア、1992年-2004年）[2]

| CIS代表 | 国際Aマッチ | 国際Aマッチ |
| 年      | 出場        | 得点        |
| ------- | ----------- | ----------- |
| 1992    | 4           | 0           |
| 通算    | 4           | 0           |

| ロシア代表 | 国際Aマッチ | 国際Aマッチ |
| 年         | 出場        | 得点        |
| ---------- | ----------- | ----------- |
| 1992       | 3           | 0           |
| 1993       | 12          | 1           |
| 1994       | 8           | 0           |
| 1995       | 9           | 1           |
| 1996       | 13          | 0           |
| 1997       | 9           | 0           |
| 1998       | 9           | 1           |
| 1999       | 9           | 3           |
| 2000       | 7           | 0           |
| 2001       | 10          | 0           |
| 2002       | 11          | 1           |
| 2003       | 7           | 0           |
| 2004       | 3           | 0           |
| 通算       | 110         | 7           |